# Языки тхару
Языки тхару (непали: थारु), или тхарухати (непали: थरुहटी) — диалектный континуум, термины используются в Непале и в Индии для отдельной коллекции диалектов, на которых говорит народ тхару на внутренних и внешних заболоченных территориях Тераи в Непале и в близлежащих частях штатов Бихар, Уттаракханд, Уттар-Прадеш в Индии. Тхару схож с бенгальским языком и является основным языком общения в Непале.

## Диалекты
- На букса (Buksa, Buksa Tharu) говорят в округах Биджнор, Гархвал (некоторые), в тахсилах Кашипур и Кичха (130 деревень); в штате Уттаракханд, к юго-западу от округа Наинитал от Кенешпур и Рамнагар. Имеет письмо деванагари.
- На дангаура (Chaudary, Chaudhari, Dang, Dangaha, Dangali, Dangauli, Dangaura Tharu, Dangora, Dangura) говорят в округах Капилвасту и Рупандехи зоны Лумбини; в округе Канчанпур зоны Махакали округа Каикали зоны Сети; в округах Банке, Бардия, Суркхет зоны Бхери; в округе Данг зоны Рапти в Непале, а также в округе Бахраич; в тахсилах Тулсипур округа Гонда на границе тахсила Нигхасан округа Кхери штата Уттар-Прадеш в Индии. Имеет письмо деванагари.
- На катария (Kathariya, Kathariya Tharu, Kathoriya Tharu, Khatima Tharu) говорят в КРД Джошипур, Дургаули, Лалбоджхи, Мунува, Патараия, Пахалманпур, Тхапапур, Удасипур, Хасулия, Чауха округа Каилали зоны Сети в Непале, а также на территории Индии. Имеет письмо деванагари.
- На кочила (Kochila Tharu, Saptari, Saptariya Tharu) говорят в округах Дхануса, Махоттари, Сарлахи зоны Джанакпур; в округах Саптари, Сираха, Удаяпур зоны Сагарматха; в округах Моранг, Сунсари зоны Коши в Непале, а также в Индии. Имеет письмо деванагари.
- На рана (Rana Thakur, Rana Tharu) говорят в округе Каикали зоны Сети; в округе Канчанпур зоны Махакали в Непале, а также в округе Удхам-Сингх-Нагар штата Уттаракханд, в квартале Чандан-Чауки тахсила Палиакалан; в округе Лакхимпур-Кхери штата Уттар-Прадеш возле непальской границы в Индии. Имеет письмо деванагари
- На сонха (Sonahaa, Sonha, Sunah, Sunha) говорят в тахсилах Махендранагар, Одалигаон КРД (Комитет Развития Деревень) Бхимадатта округа Канчанпур; в зоне Махакали вдоль реки Махакали; в тахсиле Мургавагаон КРД Даулатпур округа Бардиа; в округе Суркхет вдоль реки Бхери зоны Бхери; в округе Каикали вдоль реки Карнали зоны Сети. Диалект бесписьменный.
- На читваниа (Chitoniya Tharu, Chitwan Tharu, Chitwania Tharu, Chitwaniya) говорят в округе Навалпараси зоны Лумбини; в округах Бара, Макванпур, Парса, Раутахат, Читван зоны Нараяни в Непале, а также в Индии.